# Le Château-d'Oléron
Le Château-d'Oléron is een gemeente in het Franse departement Charente-Maritime (regio Nouvelle-Aquitaine). De plaats maakt deel uit van het arrondissement Rochefort. Het is een van de acht gemeenten van het Île d'Oléron. Le Château-d'Oléron telde op 1 januari 2022 4.359 inwoners.

## Geschiedenis
In de middeleeuwen lag hier een kasteel van de hertogen van Aquitanië. Vanaf 1660 werd dit kasteel omgevormd tot een citadel naar plannen van militair ingenieur Pierre d'Argencourt. De citadel en het Fort Louvois bij het vasteland dienden om de toegang vanuit het zuiden tot de haven en de scheepswerven van Rochefort te beveiligen. Maar de citadel deed ook dienst als dwangburcht tegen de bevolking van Oléron, die tot de vijftiende eeuw trouw was gebleven aan de Engelse kroon. De citadel werd nog gemoderniseerd naar plannen van Vauban maar werd nooit aangevallen door de Engelsen. De citadel deed wel dienst als kazerne waar Franse soldaten op weg naar Nieuw-Frankrijk werden verzameld.
In 1945 werd de citadel beschadigd door artillerievuur vanuit het Fort Louvois. Duitsers in de citadel en verzetslui van het FFI in het Fort Louvois beschoten elkaar aan het einde van de oorlog.

## Geografie
De oppervlakte van Le Château-d'Oléron bedroeg op 1 januari 2022 15,67 vierkante kilometer; de bevolkingsdichtheid was toen 278,2 inwoners per km².
De onderstaande kaart toont de ligging van Le Château-d'Oléron met de belangrijkste infrastructuur en aangrenzende gemeenten.

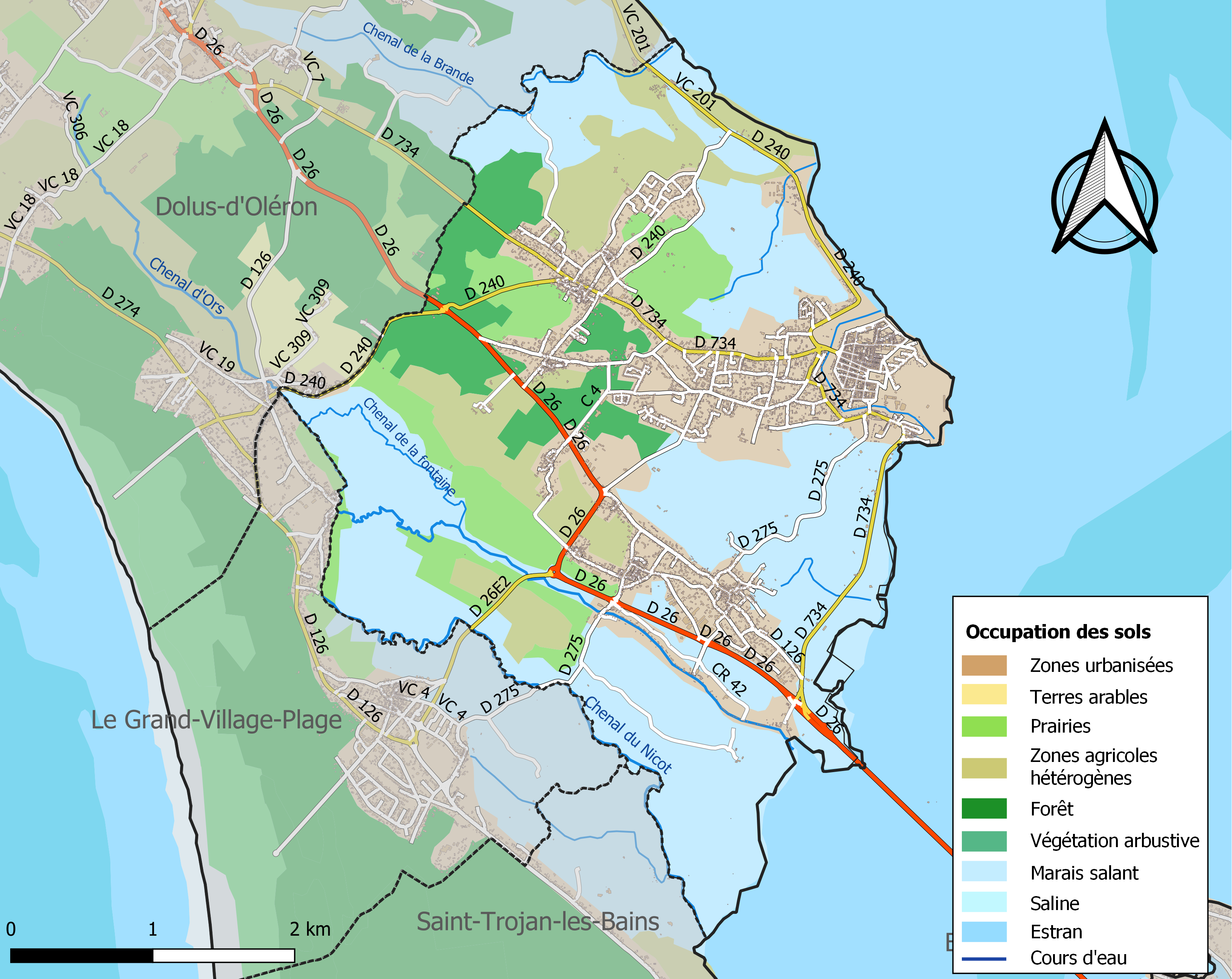

## Demografie
Onderstaande figuur toont het verloop van het inwonertal (bron: INSEE-tellingen).